# Аймон Савойски-Аоста (1967)
Вижте пояснителната страница за други личности с името Аймон Савойски.
Аймон Савойски-Аоста, с пълно име  Аймон Хумберт Емануил Филиберт Лудвиг Амадей Елена Мария Флоренц Савойски-Аоста (на италиански: Aimone di Savoia-Aosta (Aimone Umberto Emanuele Filiberto Luigi Amedeo Elena Maria Fiorenzo di Savoia-Aosta; * 13 октомври 1967, Флоренция, Италия), е италиански мениджър и член на Савоя-Аоста – кадетски клон на Савойската династия.
Години наред е генерален мениджър на Пирели за пазара на Русия и на страните от бившия Съветски съюз. От 1 юли 2012 г. е главен изпълнителен директор на Пирели Тайър Нордик, отговарящ за всички пазари на скандинавските страни. Освен това от 1 септември 2013 г. отговаря от името на Пирели Тайър за региона на Русия и скандинавските страни. От ноември 2019 г. е посланик на Суверенния военен Малтийски орден в Руската федерация. След като живее няколко години със семейството си в Москва, се завръща с него в Италия и живее в Милано.
След смъртта на баща си Амадей Савойски-Аоста на 1 юни 2021 г. Аймон става новият глава на Савойския дом, в спор от 2006 г. с династичната линия на неговия далечен братовчед Виктор Емануил Савойски, син на крал Умберто II.
Освен италиански език владее английски, френски, испански и руски.

## Произход
Той е единственото дете на Амадей Савойски-Аоста (* 1943, † 2021), италиански предприемач, херцог на Аоста, княз на Чистерна и на Белригуардо, маркграф на Вогера и граф на Пондерано, и на френската принцеса Клавдия Орлеанска (* 1943). Негови дядо и баба по бащина линия са Аймон Савойски и Ирина Гръцка, а по майчина – Анри Орлеански, граф на Париж, и Изабела Орлеанска-Браганса. Аймон е роднина с кралските семейства на Гърция, Дания, България, Румъния, Обединеното кралство, Испания, Франция, Вюртемберг и Русия. Има две сестри:
- Бианка Ирина (* 1966), съпруга на граф Джиберто Аривабене Валенти Гонзага
- Мафалда Йоанна (* 1969), съпруга на принц Алесандро Руфо ди Калабрия

## Биография

### Начални години и образование
При раждането си, според обичая на клона Савоя-Аоста, Аймон получава титлата „херцог на Пулия“. Кръстен с вода от реките Йордан и Пиаве, той има за кръстници тогавашния принц Хуан Карлос де Бурбон, бъдещ крал на Испания, и краля на Гърция Константинос II. През 1982 г., когато е все още непълнолетен, Умберто II Савойски му връчва (като единствен носител от неговото поколение в Савойския дом), огърлицата на Върховния орден на Пресветото благовещение. В същото време той приема и титлите на кавалер на Големия кръст на Ордена на Св. св. Маврикий и Лазар и на Ордена на Короната на Италия.
След като получава диплома за средно образование във Военноморската школа „Франческо Морозини" във Венеция, Аймон посещава курсовете на Военноморската академия, достигайки чин „гардемарин“. Впоследствие, с длъжността на щабен офицер, за година участва в ученията на НАТО в Атлантическия океан и в Средиземно море. През 1991 г. участва в операцията Персийски залив 2 на борда на фрегатата „Маестрале“.
През 2001 г. се присъединява към баща си Амедей в повторението на подвига за достигане на Северния полюс, извършен век по-рано от чичо му Лудвиг Амадей, херцог на Абруци.
През 2006 г. баща му претендира за правото на наследяване на титлата на глава на Савойския дом. След този акт Амадей приема титлата „херцог на Савоя“, отстъпвайки титлата „херцог на Аоста“ на Аймон.

### Брак
Аймон е сгоден от май 2005 г. за своята далечна братовчедка, принцеса Олга Гръцка, втора дъщеря на принц Михаил Гръцки и Датски и на гръцката художничка и скулптурка Марина Карела. Техният брак е сключен на гражданска церемония на 16 септември 2008 г. в италианското посолство в Москва. Актът за кралско позволение е изпратен от Амадей Савойски-Аоста на съпрузите преди тържеството. Религиозната церемония е на 27 септември на гръцкия остров Патмос, някога част от Италианските Додеканези. Присъстват испанската кралица София и гръцките кралски особи Константинос II и Анна-Мария Датска, представителите на Орлеанския дом и на Бурбоните на Двете Сицилии, както и лелите му Маргарита и Мария Кристина. Използван е гръцки православен ритуал с предварителното разрешение на католическия архиепископ на Москва Паоло Пеци.

### Професионална кариера
След като завършва „Бизнес администрация“ в университета „Луиджи Бокони“ в Милано, Аймон прави специализация в Джей Пи Морган. Впоследствие работи в маркетинговия сектор на Група „Ринашенте“, Група „Мелони“ и Фата Инджиниъринг.
През 1994 г. се премества в Москва, за да работи с компанията Трипкович Трейдинг. През 2000 г. е нает от Група Пирели, където заема позицията на генерален мениджър, отговарящ за руския пазар и за всички страни от бившия Съветски съюз. През 2006 г. става вицепрезидент на асоциацията на италианските компании в Русия Джим-Унимпреза, агрегиран съдружник на италианската Конфиндустрия (основната представителна организация на италианските компании за производство и услуги).
От 1 юли 2012 г. е главен изпълнителен директор на Пирели Тайър Нордик, отговарящ за всички пазари на скандинавските страни, а от 1 септември 2013 г. отговаря за Пирели Тайър за региона на Русия и скандинавските страни. От 2017 г. е президент на Италианския предприемачески съвет – орган за връзка между италианските предприемачески асоциации, работещи в Руската федерация.

### Признания
За своя ангажимент към италианско-руските отношения е награден с Орден за приятелство от Владимир Путин през 2018 г.
На 13 май 2019 г. в италианското посолство в Москва му е връчен Орденът за заслуги към Италианската република (първи случай на член на Савойския дом, награден с италиански републикански рицарски орден).
Неговият принос в подкрепа на италианско-руските двустранни икономически отношения е оценен и признат от властите на двете страни. Аймон също спонсорира или сътрудничи в дейности за разпространение на италианската култура и история в Русия.

### Посланик на Малтийския орден
През октомври 2019 г. Аймон е назначен за посланик на Суверенния военен Малтийски орден в Руската федерация. Той встъпва в длъжност през ноември и връчва акредитивните си писма на 20 ноември 2020 г. Ролята на дипломатическата мисия на Ордена в Русия се състои в насърчаването на отношенията между Източното християнство и Католическата църква, в подкрепата на благотворителни дейности за нуждаещите се и в насърчаването на културни инициативи – роля, за която Орденът е високо оценен от руските граждански и църковни власти.

## Династични дейности
Херцог на Пулия, след акта на публична и официална претенция, предявена от баща му Амадей Савойски-Аоста на 7 юли 2006 г., свързана със събитията от династичния спор, той поема предишната му титла – херцог на Аоста.
Аймон Савойски-Аоста получава задачата да реорганизира савойските династични ордени (Върховния орден на Пресветото благовещение и Ордена на Св. св. Маврикий и Лазар) и свързаните с тях почести „в съответствие с първоначалните цели, заветните разпоредби на крал Умберто II и законите в сила по делото“. Съгласно италианското законодателство Савойските ордени не са признати от 1951 г.
Освен това Аймон е делегиран с това да председателства „постоянно представителство в света на икономиката и политиката“ в Италия. На 29 септември 2007 г., прилагайки разпоредбите на предишния указ, Аймон назначава изпълнителна комисия за реорганизация на династичните ордени на Савойския дом със задачата да оцени изискванията за заслуги за повторното приемане на старите кавалери в рицарските ордени и за назначаването на новите. Аймон поисква пълна прозрачност: рицарите трябва да имат изключително достойни квалификации и членството отново ще бъде безплатно, както е във волята на крал Умберто II.
На 31 май 2008 г., след двумесечното удължаване, постановено на 31 март, работата на комисията, председателствана от Аймон, е завършена за съставянето на списъците на рицарите, които да се считат за повторно приети в рамките на ордените съгласно устава, издаден от Умберто II. Аймон използва герба на престолонаследника, определен от Кралския указ-закон от 1 януари 1890 г. Поддръжниците на легитимността на акта на Амадей Савойски-Аоста от 7 юли 2006 г. му признават титлите „Негово кралско височество наследствения принц на Италия Аймон, херцог на Пулия и 6-и херцог на Аоста“, докато за тези, които отричат валидността от бащиния акт, Аймон е само „Негово кралско височество принц Аймон, херцог на Пулия“.
След смъртта на баща си на 1 юни 2021 г. Аймон е известен като „Негово кралско височество принц Аймон, глава на Савойския дом, 27-и херцог на Савоя“, в спор с династичната линия на Виктор Емануил Савойски.

## Потомство
Аймон и Олга Гръцка имат двама сина и една дъщеря:
- Хумберт Сатия Савойски-Аоста (* 7 март 2009, Париж),[21] кръстен на 18 юли 2009 г.,[22] принц на Пиемонт[23], първи по линия на наследяване. За онези, които признават претенциите на Виктор Емануил Савойски, той е принц по кръв, изключен от линията на унаследяване;
- Амадей Михаил Савойски-Аоста (* 24 май 2011, Париж),[24] херцог на Абруци[25], втори по линията на наследяване, За онези, които признават претенциите на Виктор Емануил Савойски, той е принц по кръв, изключен от линията на унаследяване;

- Изабела Вита Марина Савойска-Аоста (* 14 декември 2012, Париж),[26] принцеса, изключена по линията за унаследяване по силата на Салическия закон.